# 瑞和街市政大廈

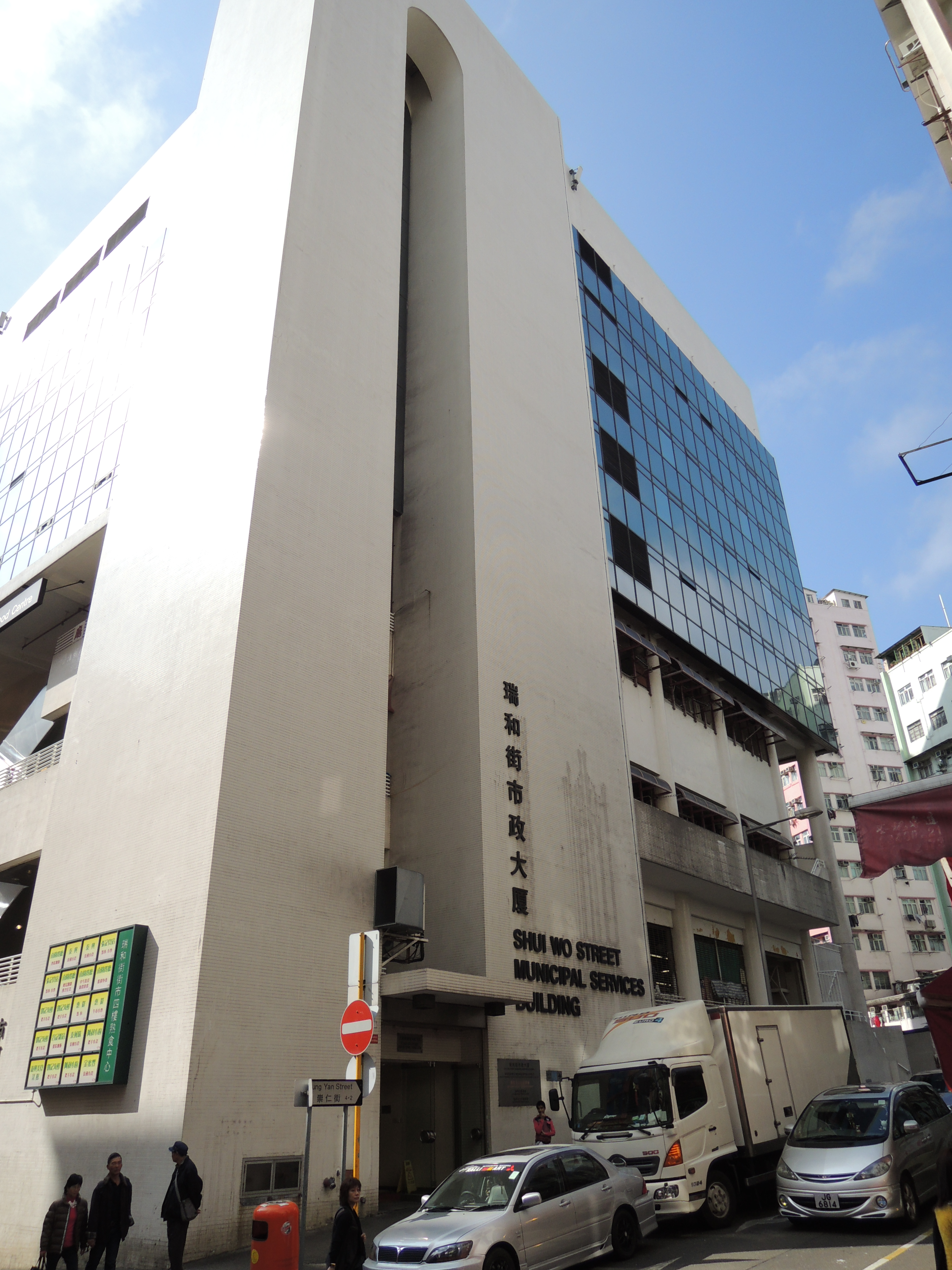
瑞和街市政大廈

瑞和街市政大廈（英語：Shui Wo Street Municipal Services Building）是香港一座多用途的市政大樓，位於九龍觀塘區觀塘瑞和街9號，1988年5月14日落成啟用，大廈旁為輔仁街。

## 設施
大廈樓高9層，1至3樓為瑞和街街市、4樓為熟食中心、5至6樓為瑞和街公共圖書館、7樓為食環署辦公室。8至9樓為瑞和街體育館。體育館設施包括多用途主場、1個活動室及3個壁球室，並可改為乒乓球室或多用途活動室。

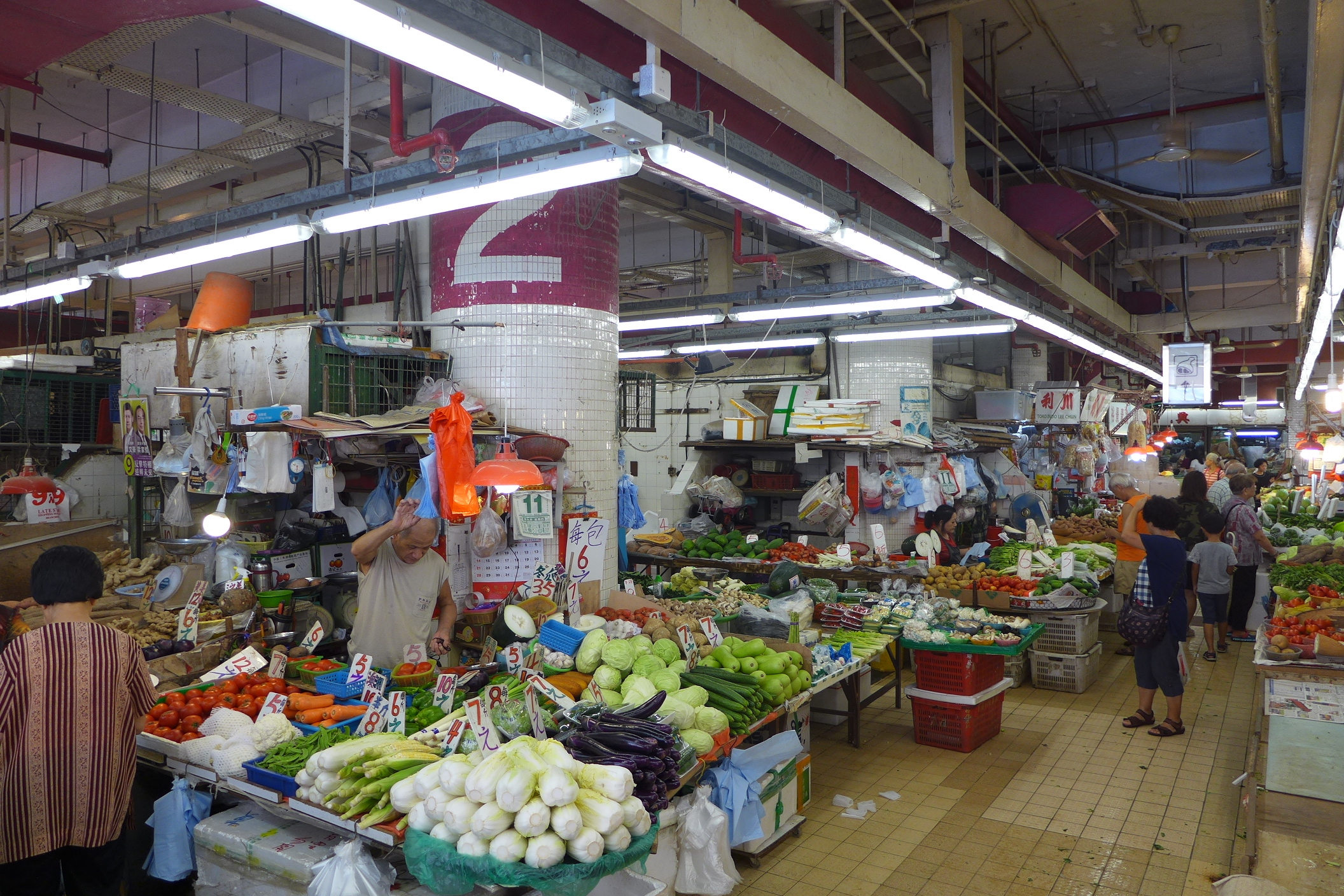
瑞和街街市
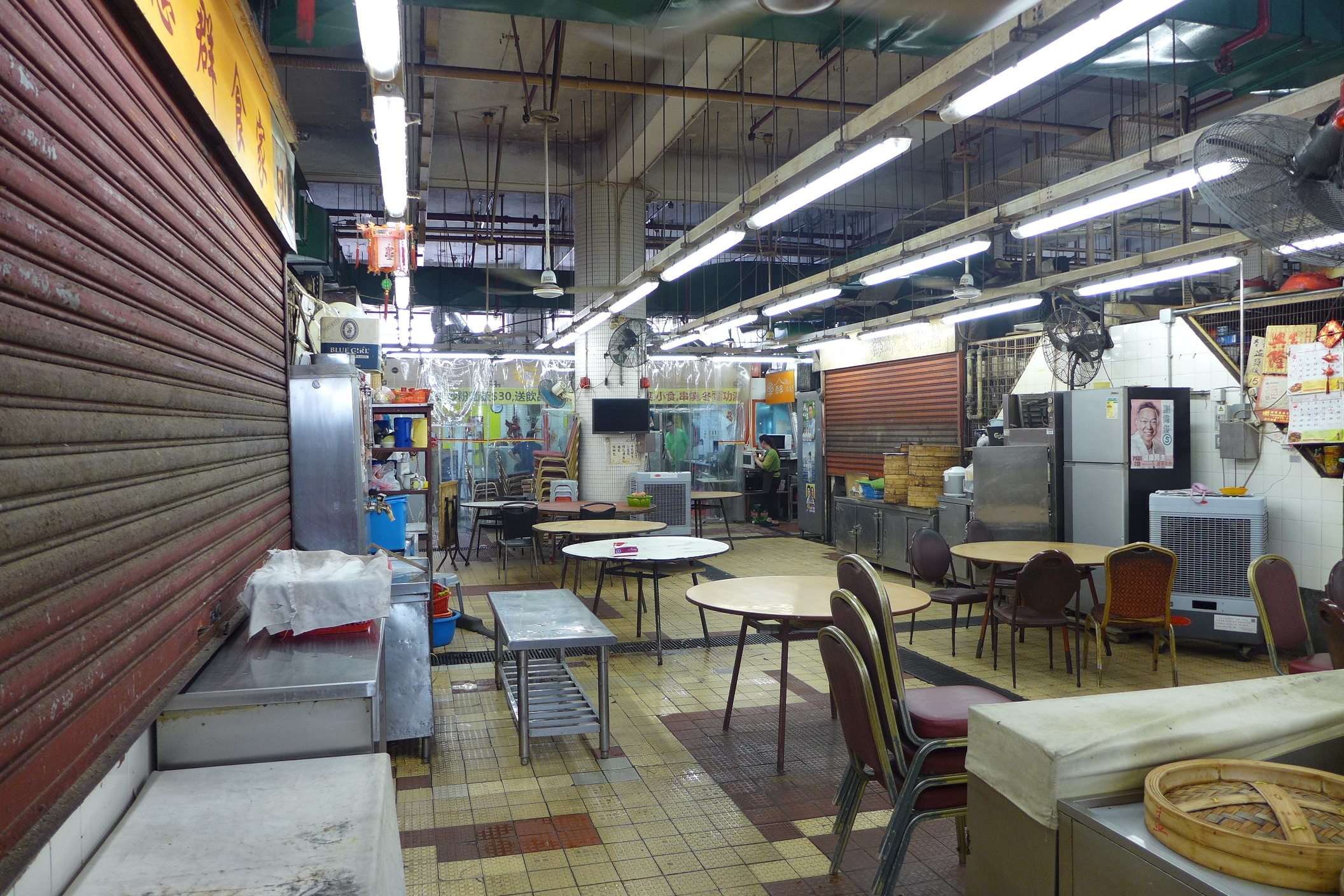
4樓熟食中心
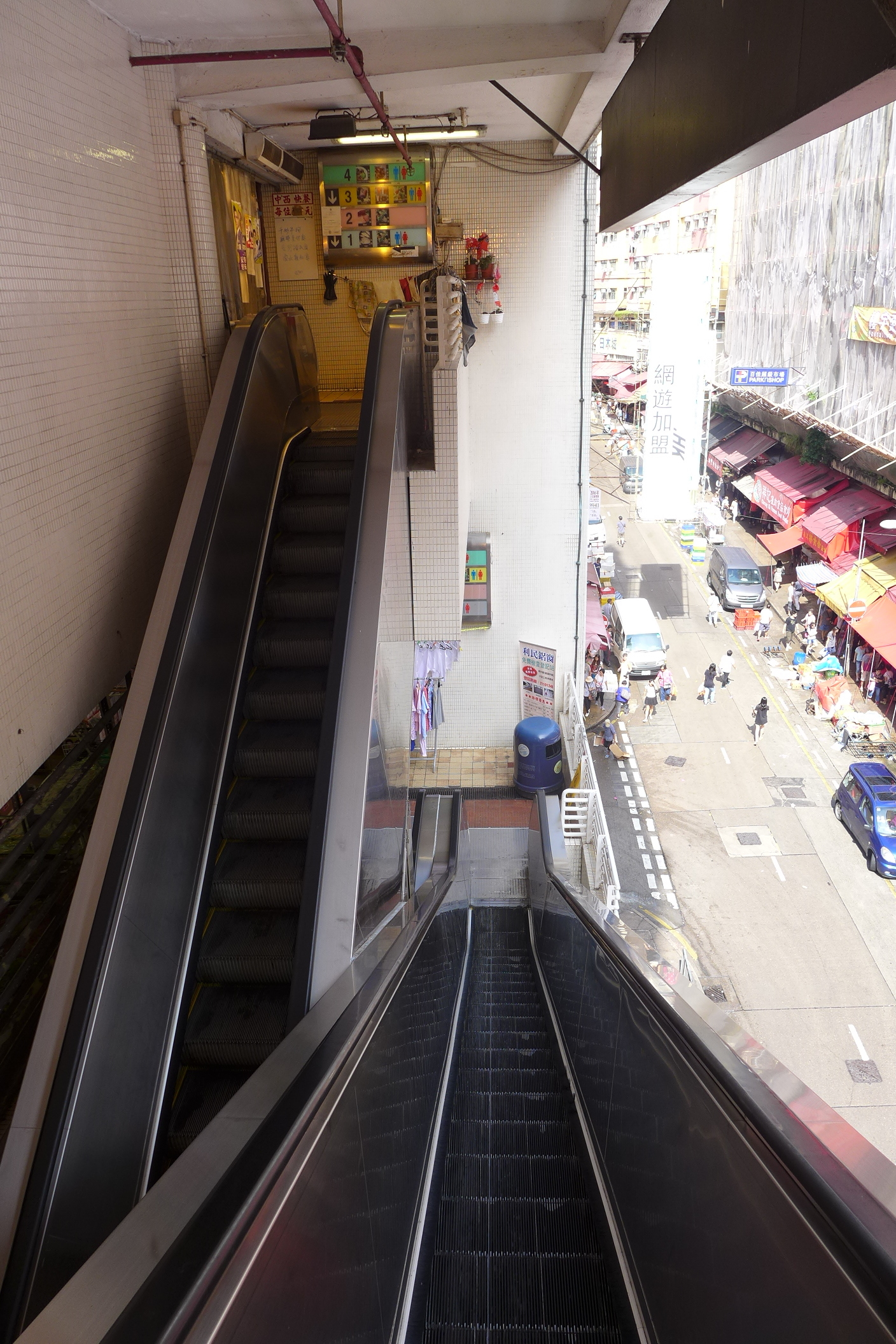
街市外的扶手電梯
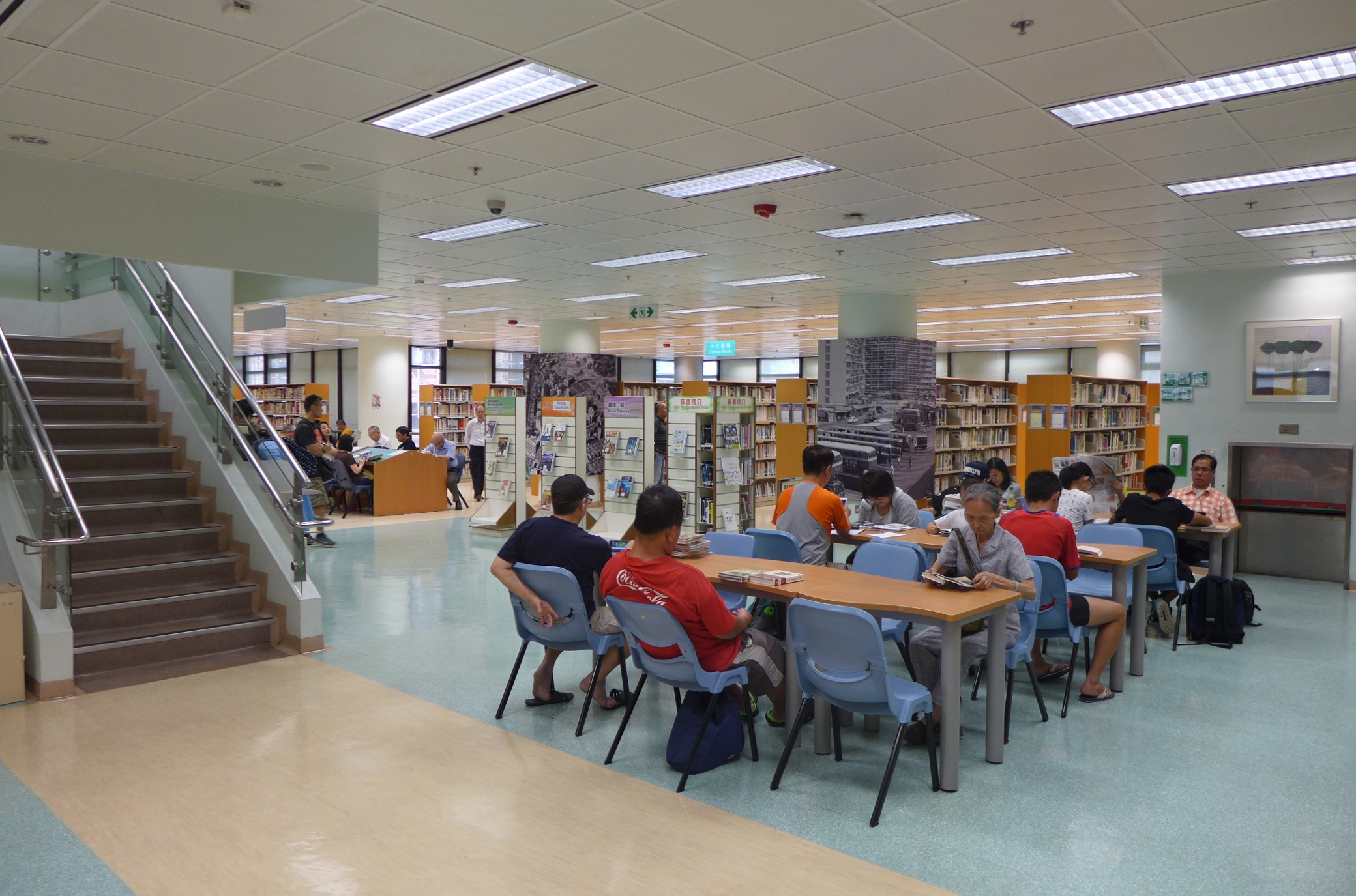
5樓瑞和街公共圖書館
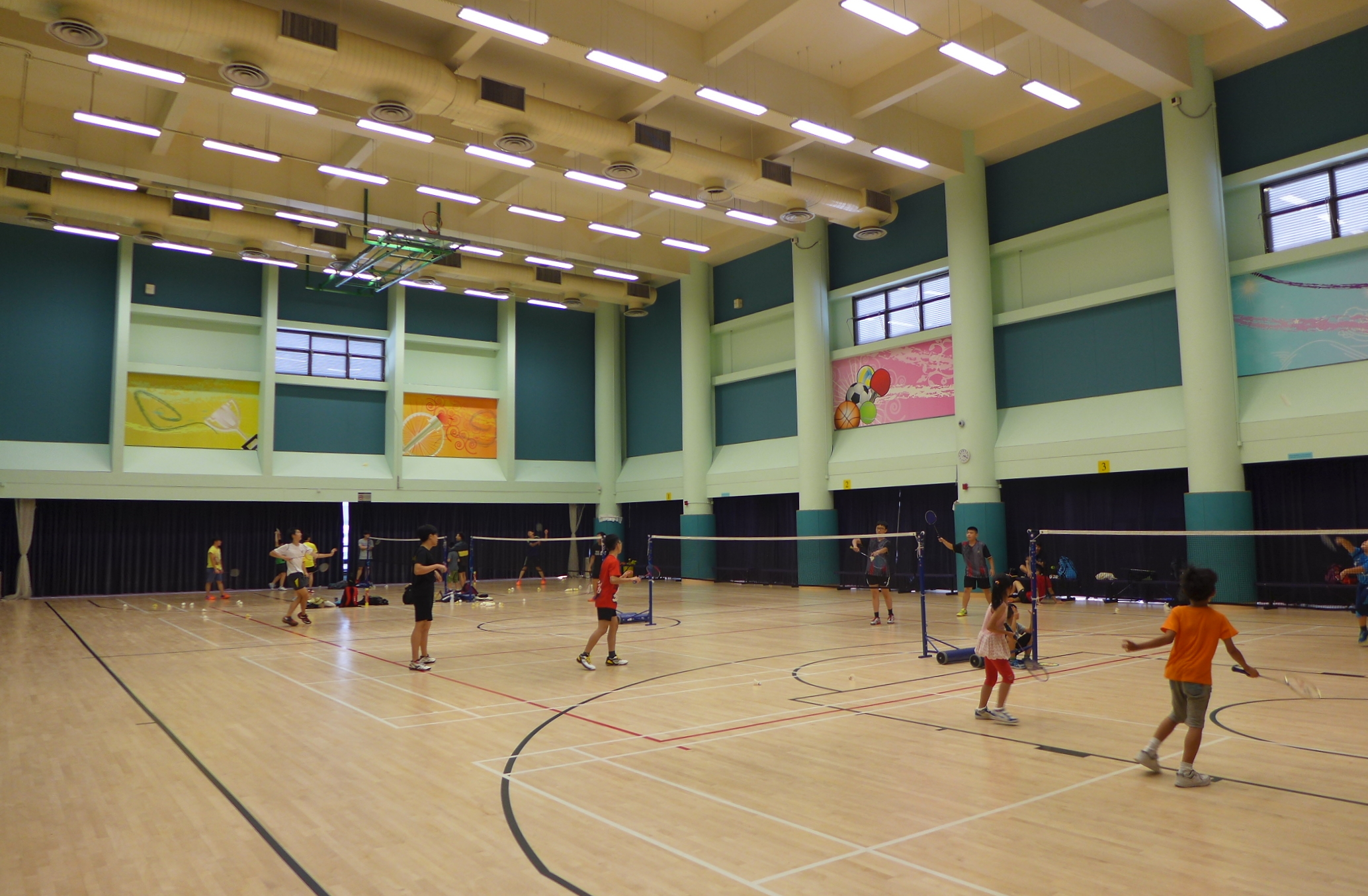
8樓瑞和街體育館多用途主場

## 事件
2022年9月12日凌晨4時許，一名男檔主於4樓熟食中心為自己的檔口進行工程期間，一幅約1米乘1米的間隔牆突然塌下，事主走避不及被壓住腿部，傷者由救護車治理，情況清醒。而現場留下大攤血漬。警方初步調查後不排除有人自行拆卸牆壁時，被牆壁倒下壓中。